# Pavel Broett
Pavel Aleksandrovitsj Broett (Russisch: Павел Александрович Брутт; Sosnovy Bor, 29 januari 1982) is een Russisch wielrenner die anno 2017 rijdt voor Gazprom-RusVelo.

## Carrière
Broett startte zijn loopbaan in 2000 bij de Russische ploeg Itera-Lokosphinx, waar hij weg- en baanwielrennen combineerde. Vanaf 2001 richtte hij zich enkel op de weg. In dat jaar wist hij direct drie zeges te behalen, waaronder een etappe in de Spaanse wielerronde Circuito Montañes. Broett bleef zes jaar rijden bij Itera en haar opvolger Lokomotiv. Toen in 2006 Tinkoff Restaurants deels als voortzetting van Lokomotiv ontstond, ging Broett voor deze formatie rijden. De Rus boekte in dit jaar zes overwinningen, waaronder opnieuw een etappe in het Circuito Montañes en het eindklassement van de Ronde van Griekenland, inclusief de tweede etappe.
Na in 2007 onder andere een rit in de Ronde van Langkawi op zijn palmares bijgeschreven te hebben, mocht Broett in 2008 debuteren in een grote ronde: de Ronde van Italië. Hier boekte hij zijn grootste overwinning uit zijn wielerloopbaan tot nu toe: de vijfde etappe van de Giro.

## Overwinningen
2000
1e etappe Coupe du Président de la Ville de Grudziądz
2001
2e etappe Circuito Montañés
11e etappe Ronde van Venezuela
1e etappe Ronde van Tachira
2004
2e etappe Circuito Montañés
2005
3e etappe deel B Ronde van Extremadura
5e etappe deel B Ronde van Navarra
Eindklassement Ronde van Navarra
2006
5e etappe Cinturón a Mallorca
Eindklassement Cinturón a Mallorca
2e etappe Ronde van Griekenland
Eindklassement Ronde van Griekenland
3e etappe Ronde van Lleida
5e etappe Circuito Montañés
2007
9e etappe Ronde van Langkawi
GP Chiasso
2008
5e etappe Ronde van Italië
2009
Ronde van de Vendée
2011
Classica Sarda Sassari-Cagliari
1e etappe Ronde van Romandië
 Russisch kampioen op de weg, Elite
2012
Volta Limburg Classic

## Resultaten in voornaamste wedstrijden
| Jaar | Ronde van Italië | Ronde van Frankrijk | Ronde van Spanje |
| ---- | ---------------- | ------------------- | ---------------- |
| 2007 | 87e              |                     |                  |
| 2008 | opgave (1)       |                     | 105e             |
| 2009 | 125e             |                     |                  |
| 2010 |                  | 102e                |                  |
| 2011 | 128e             | opgave              |                  |
| 2012 | 95e              |                     | 106e             |
| 2013 | 103e             | 110e                |                  |
| 2014 |                  |                     |                  |
| 2015 |                  |                     | 101e             |
| 2016 | 89e              |                     |                  |
| 2017 | 134e             |                     |                  |

| Jaar | Milaan-San Remo | Gent-Wevelgem | Ronde van Vlaanderen | Parijs-Roubaix | Amstel Gold Race | Luik-Bast.‑Luik | Ronde van Lombardije | Waalse Pijl | Parijs-Tours |  | WK op de weg |  | Wereldranglijsten |
| ---- | --------------- | ------------- | -------------------- | -------------- | ---------------- | --------------- | -------------------- | ----------- | ------------ |  | ------------ |  | ----------------- |
| 2007 | 123e            |               |                      |                |                  |                 | 54e                  |             |              |  |              |  |                   |
| 2008 | 43e             |               |                      | opgave         |                  | 76e             | 73e                  | 96e         | 72e          |  |              |  |                   |
| 2009 | 109e            |               |                      |                | opgave           | 98e             | 58e                  | 140e        |              |  | 85e          |  | 213e (UWK)        |
| 2010 |                 |               |                      |                |                  | 112e            | opgave               |             |              |  | 49e          |  |                   |
| 2011 |                 |               |                      |                |                  |                 |                      |             |              |  | 64e          |  | 109e (UWT)        |
| 2012 |                 |               |                      |                |                  |                 |                      |             |              |  |              |  |                   |
| 2013 |                 |               |                      |                |                  |                 |                      |             | 47e          |  |              |  |                   |
| 2014 | 76e             |               |                      |                |                  |                 | opgave               |             |              |  |              |  | 203e (UWT)        |
| 2015 |                 |               | 122e                 | 89e            |                  |                 |                      |             | 16e          |  | 36e          |  | 207e (UWT)        |
| 2016 |                 | 17e           | 86e                  | 74e            | 116e             | opgave          | opgave               | 132e        |              |  |              |  |                   |
| 2017 | 124e            |               |                      |                |                  |                 | 80e                  |             |              |  |              |  |                   |

## Ploegen
- 2000 –  Itera-Lokosphinx
- 2001 –  Itera
- 2002 –  Itera
- 2003 –  Lokomotiv
- 2004 –  Lokomotiv
- 2005 –  Lokomotiv
- 2006 –  Tinkoff Restaurants
- 2007 –  Tinkoff Credit Systems
- 2008 –  Tinkoff Credit Systems
- 2009 –  Team Katjoesja
- 2010 –  Team Katjoesja
- 2011 –  Katjoesja Team
- 2012 –  Katjoesja Team
- 2013 –  Katjoesja
- 2014 –  Team Katjoesja
- 2015 –  Tinkoff-Saxo
- 2016 –  Tinkoff
- 2017 –  Gazprom-RusVelo

Broett · 
Ignatjev ·
Kazakov · 
Klimov · 
Krestjaninov · 
Mindlin ·     
Rovny · 
Serov · 
Sjtsjekoenov ·
Tinkov · 
Troesov · 
Tsjernetski
Aggiano · 
Broett · 
Commesso ·
Contrini ·
Hamilton · 
Hondo (tot 30/04) · 
Ignatjev ·
Jaksche (tot 30/06) ·
Kiryjenka · 
Klimov · 
Marzoli · 
Mindlin · 
Petrov ·    
Rovny · 
Serov · 
Serrano ·  
Troesov · 
Tsjernetski ·
Weigold ·
Bisolti (stagiair) ·
Gottfried (stagiair) ·
Riccio (stagiair)   
Broett · 
Chatoentsev ·
Contrini ·
Gottfried · 
Ignatjev ·
Jeskov ·
Kiryjenka · 
Klimov · 
Loddo ·  
Mazzanti · 
Pedraza ·  
Petrov ·  
Riccio ·
Rovny · 
Serov · 
Serrano ·  
Sobal ·
Troesov · 
Tsjernetski ·
Contoli (stagiair) ·
Graziato (stagiair) ·
Marycz (stagiair)   
Bodrogi · 
Botsjarov ·
Broett · 
Colom · 
Dehaes (tot 30/06) ·
Galimzjanov ·
Horrach · 
Ignatjev · 
Ivanov ·
Jeskov ·
Karpets · 
Klimov · 
Markov · 
Mazzanti · 
McEwen · 
Michajlov ·  
Napolitano · 
Petrov · 
Pfannberger · 
Pozzato · 
Rovny · 
Serov · 
Steegmans (tot 31/07) · 
Swift · 
Troesov · 
Vandenbergh · 
Vantomme ·
Debusschere (stagiair) ·
Ovetsjkin (stagiair) 
Bandiera · 
Bodrogi · 
Botsjarov ·
Broett · 
Caruso ·
Chalilov ·
Galimzjanov ·
Goesev ·
Horrach · 
Ignatjev · 
Ivanov ·
Jeskov ·
Karpets ·
Kirchen (tot 31/07) · 
Klimov · 
Kolobnev ·
Kritski ·
Mazzanti · 
McEwen ·   
Napolitano ·
Ovetsjkin · 
Petrov · 
Pliușchin · 
Pozzato · 
Rodríguez · 
Silin · 
Troesov · 
Vandenbergh · 
Vantomme ·
Vorganov ·
Antonov (stagiair) ·
Mironov (stagiair) ·
Porsev (stagiair)
Arguelyes · 
Broett · 
Caruso ·
Di Luca ·
Galimzjanov ·
Goesev ·
Horrach · 
Hoste · 
Ignatenko · 
Ignatjev · 
Isajtsjev ·
Ivanov ·
Karpets ·
Koetsjynski ·
Kolobnev ·
Kritski ·
Losada · 
Mironov ·
Moreno ·   
Ovetsjkin · 
Paolini ·
Pliușchin · 
Porsev · 
Pozzato · 
Rodríguez · 
Silin · 
Troesov · 
Trofimov ·
Vandenbergh · 
Vantomme ·
Vorganov
Belkov · 
Broett · 
Caruso ·
Florencio ·
Freire ·
Galimzjanov (tot 15/04) ·
Goesev ·
Haller ·
Horrach · 
Ignatenko · 
Ignatjev · 
Isajtsjev ·
Koetsjynski ·
Kolobnev ·
Kristoff ·
Kritski ·
Losada · 
Mensjov ·
Moreno ·   
Paolini · 
Porsev ·  
Rodríguez · 
Selig ·
Smukulis · 
Špilak · 
Tsatevitsj · 
Trofimov ·
Vantomme ·
Vicioso · 
Vorganov ·
Koeznetsov (stagiair) ·
Vorobjov (stagiair) ·
Zakarin (stagiair)
Belkov · 
Broett · 
Caruso ·
Florencio ·
Goesev ·
Haller · 
Ignatenko · 
Ignatjev · 
Isajtsjev ·
Koetsjynski ·
Koeznetsov ·
Kolobnev ·
Kozontsjoek ·
Kristoff ·
Kritski ·
Losada · 
Mensjov (tot 19/05) ·
Moreno ·   
Paolini · 
Porsev ·  
Rodríguez · 
Selig ·
Smukulis · 
Špilak · 
Tsatevitsj · 
Tsjernetski ·
Trofimov ·
Vicioso · 
Vorganov ·
Vorobjov ·
Antonov (stagiair) ·
Razoemov (stagiair) ·
Nikolajev (stagiair) 
Belkov · Broett · Caruso · Goesev · Haller · Ignatenko · Ignatjev · Isajtsjev · Koetsjynski · Koeznetsov · Kolobnev · Kotsjetkov · Kozontsjoek · Kristoff · Losada · Moreno · Paolini · Porsev · Rodríguez · Rybakov · Selig · Silin · Smukulis ·  Špilak · Trofimov · Tsatevitsj · Tsjernetski · Vicioso · Vorganov · Vorobjov · Bystrøm (stagiair)
Basso · Beltrán · Bennati · Boaro · Bodnar · Breschel · Broett · Contador · Hansen · Hernández · Juul-Jensen · Kišerlovski · Kolář · Kreuziger · Majka · McCarthy · Mørkøv · Paulinho · Petrov · Pires · Poljański · Rogers · Rovny · J. Sagan · P. Sagan  · Sørensen · Tosatto · Troesov · Valgren · Zaugg · Gogl (stagiair) · Großschartner (stagiair) · Tolhoek (stagiair)
Baška · Bennati · Blythe · Boaro · Bodnar · Broett · Contador · Gatto · Gogl · Hansen · Hernández · Kišerlovski · Kolář · Kreuziger · Majka · McCarthy · Paulinho · Petrov · Poljański · Rogers · Rovny · J. Sagan · P. Sagan   · Tosatto · Trofimov · Troesov · Valgren · Ballerini (stagiair) · Fortunato (stagiair) · Montagnoli (stagiair)
Arslanov · Bojev · Broett · Firsanov · Foliforov · Jersjov · Kozontsjoek · Lagoetin · Majkin · Nikolajev · Nytsj · Ovetsjkin · Porsev · Rovny · Rybalkin · Savitski · Sjaloenov · Solomennikov · Svesjnikov · Troesov · Vorobjov · Zakarin · Kobernjak (stagiair) · Koerjanov (stagiair) · Tsjerkasov (stagiair)